# Marco Odermatt
Marco Odermatt (ur. 8 października 1997 w Stans) – szwajcarski narciarz alpejski, mistrz olimpijski i trzykrotny mistrz świata, czterokrotny zdobywca Pucharu Świata oraz wielokrotny medalista mistrzostw świata juniorów.

## Kariera
Po raz pierwszy na arenie międzynarodowej Odermatt pojawił się 14 listopada 2013 roku w Zinal, gdzie w zawodach juniorskich nie ukończył pierwszego przejazdu w slalomie. W 2016 roku wystartował na mistrzostwach świata juniorów w Soczi, gdzie wywalczył dwa medale. Najpierw zdobył brązowy medal w supergigancie, ulegając tylko Francuzowi Matthieu Bailetowi i Jamesowi Crawfordowi z Kanady. Trzy dni później Szwajcar zwyciężył w gigancie. W 2018 roku wystąpił na mistrzostwach świata juniorów w Davos, gdzie zwyciężył we wszystkich konkurencjach, w których wystartował. Indywidualnie był najlepszy w zjeździe, supergigancie, gigancie i superkombinacji, a wspólnie z kolegami i koleżankami z reprezentacji zdobył też złoty medal w zawodach drużynowych.
W zawodach Pucharu Świata zadebiutował 19 marca 2016 roku w Sankt Moritz, zajmując 22. miejsce w tej samej konkurencji. Tym samym już w swoim debiucie wywalczył pierwsze pucharowe punkty. Na podium zawodów tego cyklu po raz pierwszy stanął 9 marca 2019 roku w Kranjskiej Gorze, kończąc rywalizację w gigancie na trzeciej pozycji. Wyprzedzili go jedynie dwaj Norwegowie: Henrik Kristoffersen i Rasmus Windingstad. Swoje pierwsze zwycięstwo odniósł 6 grudnia 2019 roku w Beaver Creek, gdzie był najlepszy w supergigancie. W sezonie 2020/2021 zajął drugie miejsce w klasyfikacji generalnej, plasując się za Francuzem Alexisem Pinturault. Był też drugi w klasyfikacjach giganta i supergiganta. W kolejnym sezonie zdobył Kryształową Kulę za zwycięstwo w klasyfikacji generalnej, zajmując także pierwsze miejsce w klasyfikacji giganta i drugie w klasyfikacji supergiganta. Był to pierwszy od 12 lat triumf szwajcarskiego alpejczyka w tych rozgrywkach (w sezonie 2009/2010 najlepszy był Carlo Janka). Zwycięstwo w klasyfikacji generalnej odniósł także w sezonie 2022/2023, wygrywając także klasyfikacje giganta i supergiganta. Sezon 2023/2024 zakończył trzecim z rzędu zwycięstwem w klasyfikacji generalnej, wygrywając równocześnie giganta, supergiganta i zjazdu.
Podczas mistrzostw świata w Åre w 2019 roku zajął 12. miejsce w supergigancie, natomiast w gigancie uplasował się dwie pozycje wyżej. Na rozgrywanych dwa lata później mistrzostwach świata w Cortinie d’Ampezzo najbliżej podium był w zjeździe, który ukończył na czwartej pozycji. Walkę o medal przegrał ze swym rodakiem Beatem Feuzem o 0,47 sekundy. Był tam także jedenasty w gigancie równoległym i supergigancie. W 2022 roku wziął udział w igrzyskach olimpijskich w Pekinie, gdzie wywalczył złoty medal w gigancie. Wyprzedził tam Žana Kranjca ze Słowenii i Francuza Mathieu Faivre'a. W pozostałych startach był siódmy w zjeździe, a rywalizacji w supergigancie nie ukończył. Na mistrzostwach świata w Courchevel/Méribel w 2023 roku zwyciężył w gigancie i zjeździe, a w supergigancie był czwarty, przegrywając walkę o podium z Pinturault o 0,11 sekundy. Kolejny złoty medal wywalczył na mistrzostwach świata w Saalbach w 2025 roku, zwyciężając w supergigancie. 

## Osiągnięcia

### Igrzyska olimpijskie
| Miejsce | Dzień     | Rok  | Miejscowość | Konkurencja | Czas biegu | Strata | Zwycięzca      |
| ------- | --------- | ---- | ----------- | ----------- | ---------- | ------ | -------------- |
| 7.      | 7 lutego  | 2022 | Pekin       | Zjazd       | 1:42,69    | +0,71  | Beat Feuz      |
| DNF     | 8 lutego  | 2022 | Pekin       | Supergigant | 1:19,94    | -      | Matthias Mayer |
| 1.      | 13 lutego | 2022 | Pekin       | Gigant      | 2:09,35    | -      | -              |

### Mistrzostwa świata
| Miejsce | Dzień     | Rok  | Miejscowość        | Konkurencja       | Czas zawodów | Strata | Zwycięzca            |
| ------- | --------- | ---- | ------------------ | ----------------- | ------------ | ------ | -------------------- |
| 12.     | 6 lutego  | 2019 | Åre                | Supergigant       | 1:24,20      | +0,58  | Dominik Paris        |
| 10.     | 15 lutego | 2019 | Åre                | Gigant            | 2:20,24      | +1,39  | Henrik Kristoffersen |
| 11.     | 11 lutego | 2021 | Cortina d’Ampezzo  | Supergigant       | 1:19,41      | +0,96  | Vincent Kriechmayr   |
| 4.      | 14 lutego | 2021 | Cortina d’Ampezzo  | Zjazd             | 1:37,79      | +0,65  | Vincent Kriechmayr   |
| 11.     | 16 lutego | 2021 | Cortina d’Ampezzo  | Gigant równoległy | -            | -      | Mathieu Faivre       |
| DNF1    | 19 lutego | 2021 | Cortina d’Ampezzo  | Gigant            | 2:05,86      | -      | Mathieu Faivre       |
| DSQ1    | 7 lutego  | 2023 | Courchevel/Méribel | Kombinacja        | 1:53,31      | -      | Alexis Pinturault    |
| 4.      | 9 lutego  | 2023 | Courchevel/Méribel | Supergigant       | 1:07,22      | +0,37  | James Crawford       |
| 1.      | 12 lutego | 2023 | Courchevel/Méribel | Zjazd             | 1:47,05      | -      | -                    |
| 1.      | 17 lutego | 2023 | Courchevel/Méribel | Gigant            | 2:34,08      | -      | -                    |
| 1.      | 7 lutego  | 2025 | Saalbach           | Supergigant       | 1:24,57      | -      | -                    |
| 5.      | 9 lutego  | 2025 | Saalbach           | Zjazd             | 1:40,68      | +0,66  | Franjo von Allmen    |
| 4.      | 14 lutego | 2025 | Saalbach           | Gigant            | 2:39,71      | +0,58  | Raphael Haaser       |

### Mistrzostwa świata juniorów
| Miejsce | Dzień       | Rok  | Miejscowość | Konkurencja     | Czas biegu | Strata | Zwycięzca       |
| ------- | ----------- | ---- | ----------- | --------------- | ---------- | ------ | --------------- |
| 11.     | 27 lutego   | 2016 | Soczi       | Zjazd           | 1:11,66    | +0,89  | Erik Arvidsson  |
| 3.      | 29 lutego   | 2016 | Soczi       | Supergigant     | 1:09,95    | +0,53  | Matthieu Bailet |
| DNF2    | 1 marca     | 2016 | Soczi       | Superkombinacja | 1:56,16    | -      | Štefan Hadalin  |
| 1.      | 3 marca     | 2016 | Soczi       | Gigant          | 2:14,32    | -      | -               |
| DNF1    | 5 marca     | 2016 | Soczi       | Slalom          | 1:36,84    | -      | Istok Rodeš     |
| 1.      | 31 stycznia | 2018 | Davos       | Zjazd           | 2:20,18    | -      | -               |
| 1.      | 2 lutego    | 2018 | Davos       | Supergigant     | 1:07,59    | -      | -               |
| 1.      | 3 lutego    | 2018 | Davos       | Drużynowo       | -          | -      | -               |
| 1.      | 4 lutego    | 2018 | Davos       | Superkombinacja | 2:01,77    | -      | -               |
| 1.      | 6 lutego    | 2018 | Davos       | Gigant          | 1:39,47    | -      | -               |

### Puchar Świata

#### Miejsca w klasyfikacji generalnej
- sezon 2015/2016: 163.
- sezon 2016/2017: 114.
- sezon 2017/2018: 76.
- sezon 2018/2019: 24.
- sezon 2019/2020: 17.
- sezon 2020/2021: 2.
- sezon 2021/2022: 1.
- sezon 2022/2023: 1.
- sezon 2023/2024: 1.
- sezon 2024/2025: 1.

#### Miejsca na podium
| Sezon     | 1. miejsce | 2. miejsce | 3. miejsce | Razem |
| 2016/2017 | -          | -          | -          | -     |
| 2017/2018 | -          | -          | -          | -     |
| 2018/2019 | -          | 1          | 1          | 2     |
| 2019/2020 | 1          | 1          | -          | 2     |
| 2020/2021 | 3          | 3          | 3          | 9     |
| 2021/2022 | 7          | 8          | 1          | 16    |
| 2022/2023 | 13         | 5          | 4          | 22    |
| 2023/2024 | 13         | 3          | 4          | 20    |
| 2024/2025 | 8          | 6          | 3          | 17    |
| SUMA      | 45         | 27         | 16         | 88    |

#### Zwycięstwa w zawodach
1. Beaver Creek – 6 grudnia 2019 (supergigant)
2. Santa Caterina – 7 grudnia 2020 (gigant)
3. Saalbach-Hinterglemm – 7 marca 2021 (supergigant)
4. Kranjska Gora – 13 marca 2021 (gigant)
5. Sölden – 24 października 2021 (gigant)
6. Beaver Creek – 2 grudnia 2021 (supergigant)
7. Val d’Isère – 11 grudnia 2021 (gigant)
8. Alta Badia – 20 grudnia 2021 (gigant)
9. Adelboden – 8 stycznia 2022 (gigant)
10. Wengen – 13 stycznia 2022 (supergigant)
11. Courchevel – 19 marca 2022 (gigant)
12. Sölden – 23 października 2022 (gigant)
13. Lake Louise – 27 listopada 2022 (supergigant)
14. Val d’Isère – 10 grudnia 2022 (gigant)
15. Alta Badia – 19 grudnia 2022 (gigant)
16. Bormio – 29 grudnia 2022 (supergigant)
17. Adelboden – 7 stycznia 2023 (gigant)
18. Cortina d’Ampezzo – 28 stycznia 2023 (supergigant)
19. Cortina d’Ampezzo – 29 stycznia 2023 (supergigant)
20. Aspen – 5 marca 2023 (supergigant)
21. Kranjska Gora – 11 marca 2023 (gigant)
22. Kranjska Gora – 12 marca 2023 (gigant)
23. Soldeu – 16 marca 2023 (supergigant)
24. Soldeu – 18 marca 2023 (gigant)
25. Val d’Isère – 9 grudnia 2023 (gigant)
26. Alta Badia – 17 grudnia 2023 (gigant)
27. Alta Badia – 18 grudnia 2023 (gigant)
28. Bormio – 29 grudnia 2023 (supergigant)
29. Adelboden – 6 stycznia 2024 (gigant)
30. Wengen – 11 stycznia 2024 (zjazd)
31. Wengen – 13 stycznia 2024 (zjazd)
32. Schladming – 23 stycznia 2024 (gigant)
33. Garmisch-Partenkirchen – 28 stycznia 2024 (supergigant)
34. Bansko – 10 lutego 2024 (gigant)
35. Palisades Tahoe – 24 lutego 2024 (gigant)
36. Aspen – 1 marca 2024 (gigant)
37. Aspen – 2 marca 2024 (gigant)
38. Beaver Creek – 7 grudnia 2024 (supergigant)
39. Val d’Isère – 14 grudnia 2024 (gigant)
40. Val Gardena – 21 grudnia 2024 (zjazd)
41. Alta Badia – 22 grudnia 2024 (gigant)
42. Adelboden – 12 stycznia 2025 (gigant)
43. Wengen – 18 stycznia 2025 (zjazd)
44. Kitzbühel – 24 stycznia 2025 (supergigant)
45. Crans-Montana – 23 lutego 2025 (supergigant)

#### Pozostałe miejsca na podium
1. Kranjska Gora – 9 marca 2019 (gigant) – 3. miejsce
2. Soldeu – 16 marca 2019 (gigant) – 2. miejsce
3. Naeba – 22 lutego 2020 (gigant) – 2. miejsce
4. Sölden – 18 października 2020 (gigant) – 2. miejsce
5. Santa Caterina – 5 grudnia 2020 (gigant) – 3. miejsce
6. Adelboden – 8 stycznia 2021 (gigant) – 3. miejsce
7. Kitzbühel – 25 stycznia 2021 (supergigant) – 2. miejsce
8. Garmisch-Partenkirchen – 6 lutego 2021 (supergigant) – 3. miejsce
9. Bansko – 28 lutego 2021 (gigant) – 2. miejsce
10. Beaver Creek – 3 grudnia 2021 (supergigant) – 2. miejsce
11. Alta Badia – 19 grudnia 2021 (gigant) – 2. miejsce
12. Bormio – 28 grudnia 2021 (zjazd) – 2. miejsce
13. Wengen – 14 stycznia 2022 (zjazd) – 2. miejsce
14. Kitzbühel – 23 stycznia 2022 (zjazd) – 2. miejsce
15. Kranjska Gora – 12 marca 2022 (gigant) – 2. miejsce
16. Kranjska Gora – 13 marca 2022 (gigant) – 3. miejsce
17. Courchevel – 16 marca 2022 (zjazd) – 2. miejsce
18. Courchevel – 17 marca 2022 (supergigant) – 2. miejsce
19. Lake Louise – 26 listopada 2022 (zjazd) – 3. miejsce
20. Beaver Creek – 3 grudnia 2022 (zjazd) – 2. miejsce
21. Beaver Creek – 4 grudnia 2022 (supergigant) – 2. miejsce
22. Val Gardena – 15 grudnia 2022 (zjazd) – 2. miejsce
23. Alta Badia – 18 grudnia 2022 (gigant) – 3. miejsce
24. Wengen – 13 stycznia 2023 (supergigant) – 3. miejsce
25. Wengen – 14 stycznia 2023 (zjazd) – 2. miejsce
26. Palisades Tahoe – 25 lutego 2023 (gigant) – 2. miejsce
27. Aspen – 4 marca 2023 (zjazd) – 3. miejsce
28. Val Gardena – 14 grudnia 2023 (zjazd) – 3. miejsce
29. Val Gardena – 15 grudnia 2023 (supergigant) – 3. miejsce
30. Bormio – 28 grudnia 2023 (zjazd) – 2. miejsce
31. Wengen – 12 stycznia 2024 (supergigant) – 2. miejsce
32. Kitzbühel – 19 stycznia 2024 (zjazd) – 3. miejsce
33. Kitzbühel – 20 stycznia 2024 (zjazd) – 2. miejsce
34. Kvitfjell – 18 lutego 2024 (supergigant) – 3. miejsce
35. Beaver Creek – 6 grudnia 2024 (zjazd) – 2. miejsce
36. Val Gardena – 20 grudnia 2024 (supergigant) – 3. miejsce
37. Schladming – 28 stycznia 2025 (gigant) – 3. miejsce
38. Crans-Montana – 22 lutego 2025 (zjazd) – 2. miejsce
39. Kranjska Gora – 1 marca 2025 (gigant) – 3. miejsce
40. Kvitfjell – 7 marca 2025 (zjazd) – 2. miejsce
41. Kvitfjell – 8 marca 2025 (zjazd) – 2. miejsce
42. Hafjell – 15 marca 2025 (gigant) – 2. miejsce
43. Sun Valley – 25 marca 2025 (gigant) – 2. miejsce